# 柴云振
柴云振（1926年10月—2018年12月26日），男，汉族，四川岳池人，中华人民共和国军事人物，曾任第七届全国人大代表。1950年参加朝鲜战争，其间在江原道芝浦地区的朴达峰阻击敌军时负伤，伤愈后回到家乡隐姓埋名并失联。经过33年艰苦寻找，1984年在岳池县被找到，1985年受邀前往朝鲜并被授勋。2021年6月29日，中共中央追授柴云振“七一勋章”。